# Champollion (paquebot)
Pour les articles homonymes, voir Champollion.
Le SS Champollion est un paquebot de la compagnie des Messageries maritimes.

## Conception et construction
Le Champollion avait été commandé, avec le Mariette-Pacha, pour la ligne rapide Égypte—Syrie par les Services contractuels des Messageries maritimes à la société provençale de constructions navales à La Ciotat. Il a été lancé le 16 mars 1924 en présence de Luynes d'Auteroche, arrière-petit-neveu de Jean-François Champollion et du président Georges Philippar.
- Longueur : 156,70 m, puis 168,05 m après 1934 largeur : 19,2 m.
- 3 cheminées puis une seule après 1951 (il a été modifié plusieurs fois).

Il avait une capacité de 188 passagers en première, 135 en seconde, 128 en troisième classe, et 760 à l'entrepont. La décoration luxueuse de ce bateau fait référence à l'Égypte et à Jean-François Champollion, déchiffreur des hiéroglyphes, décors très prisés après la découverte de la tombe de Toutânkhamon en 1922. Ce paquebot est un véritable bijou, il possède l'un des premiers lave-vaisselle au monde, le teck et l'acajou des chambres à coucher, les mosaïques de salles de bains, les fers forgés des ascenseurs sont magnifiques. Parmi les artistes ayant participé à sa décoration : le peintre Mathurin Méheut. Son sister ship le Mariette-Pacha, nommé ainsi en hommage à l'égyptologue Auguste Mariette-bey, bénéficie d'une décoration similaire, mais beaucoup moins belle et moins luxueuse. Ils sont tous deux affectés à la ligne rapide d'Égypte—Syrie (Alexandrie, Port-Saïd, Beyrouth). Le Mariette-Pacha n'a lui jamais été modifié et a été sabordé le 21 août 1944, coupé en deux par les explosifs dans le port de Marseille.
Après une croisière inaugurale du 3 au 9 août 1925, le premier départ de Marseille du Champollion a eu lieu le 14 septembre 1925 pour Alexandrie et Beyrouth auxquels s'ajouteront à partir de 1933 Haïfa pour le transport d'émigrants en Palestine, et Port-Saïd.
Le Champollion a effectué un transport de troupes entre Marseille et l'Indochine en 1947, et il fut aussi un navire d'émigrants juifs, se rendant de Marseille en Palestine avant la guerre, avec près de 1 000 passagers, y compris plus de 700 enfants juifs en 1946.

## Le dernier voyage, lenaufrage

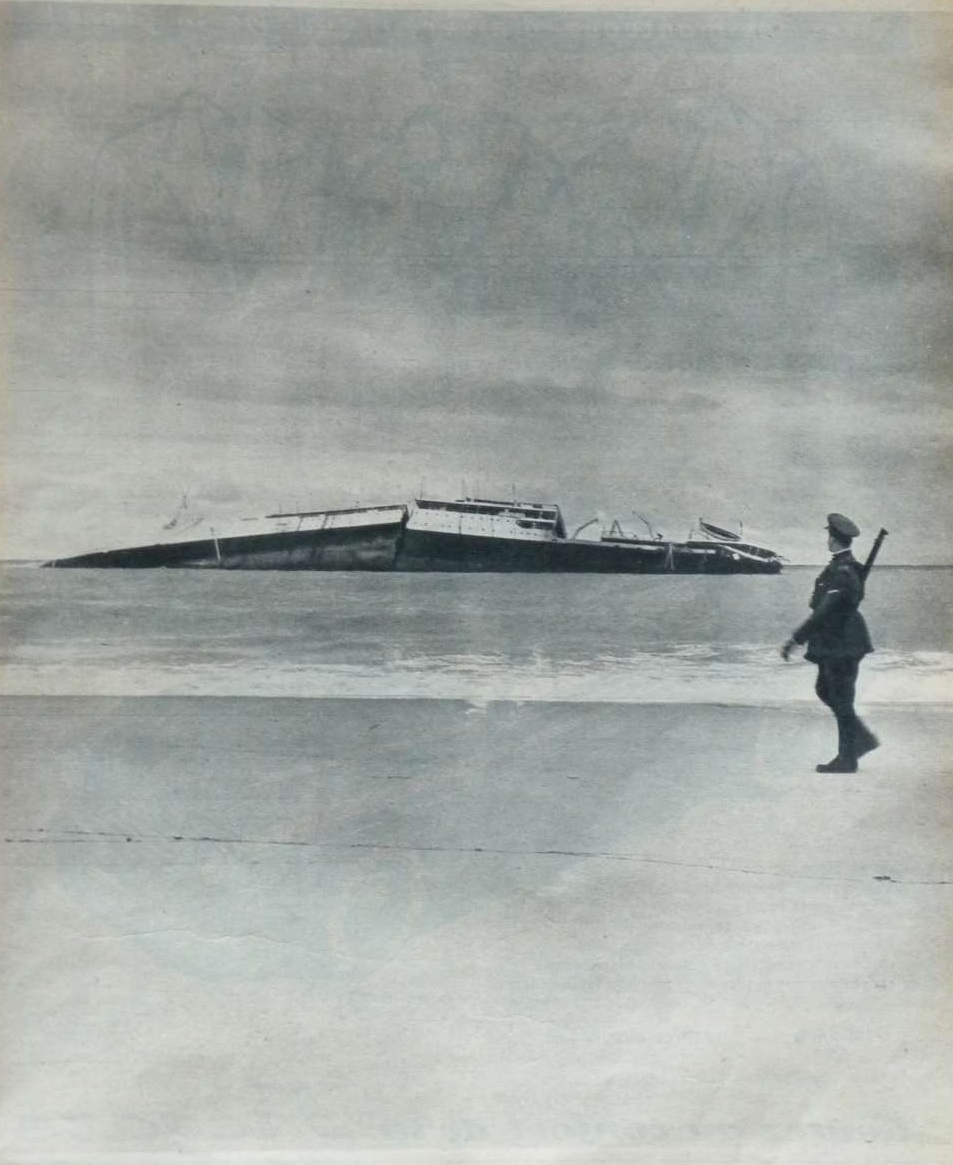
Naufrage au large de Beyrouth le 22 décembre 1952

Le 22 décembre 1952, à la suite d’une erreur de navigation, le paquebot vient s’échouer sur les brisants à 600 mètres de la plage de Khaldé au sud de Beyrouth. Il avait appareillé de Marseille sept jours auparavant.
À son bord, 120 hommes d’équipage et 111 passagers, hommes, femmes, et enfants, dont 98 pèlerins à destination de Jérusalem.
L’erreur est due à la mise en service du nouveau phare de l’aéroport de Beyrouth à Khaldé : le feu que l'équipage du Champollion avait vu n'était pas celui du phare de Beyrouth (Al Manara), mais celui de l’aéroport de Beyrouth, mis en route peu de temps auparavant sans avoir été signalé, et qui avait les mêmes caractéristiques que le phare de Beyrouth, c'est-à-dire le même nombre d'éclats, d'où la confusion de l'officier de quart. Cela dit, l’équipage a donc effectué une manœuvre normale sans savoir qu'il avait donc confondu les deux phares. Les passagers qui, pour la plupart, dormaient, n'étaient pas inquiets au début, pensant que le bateau avait heurté le quai. De plus la terre était toute proche et la plage noire de monde qui observait le naufrage du paquebot.
Mais le navire était échoué sur des brisants, et le temps était très mauvais. Les embarcations de plage ne pouvaient pas venir près du Champollion, car la mer était mauvaise. À plusieurs reprises, un char a tenté depuis la plage de tirer un filin en acier dans le but d'installer un va-et-vient pour ramener les passagers un à un, mais le câble s'est rompu. La tempête se levait, et le navire s'est finalement brisé en deux. Vingt-quatre heures plus tard, démoralisés et assoiffés (il n’y avait plus d’eau à bord) mais pourtant très proche du rivage, suivant l'exemple de deux sœurs jumelles de 21 ans, Denise et Françoise Landais, qui étaient de très bonnes nageuses et avaient réussi à joindre la plage en 20 minutes, plusieurs passagers ont craqué et se sont jetés à l’eau, car aucun secours n'arrivait. Ils se sont pour la plupart noyés, asphyxiés par la nappe de mazout qui s'était échappée du bateau. Finalement, trois Libanais, les frères Baltagi, Radwan, Mahmoud et Salah, ont réussi à accoster le navire avec leur bateau pilote et à sauver des passagers, dont Louis Fattal.
Sur la plage, le président de la République libanaise en personne, Camille Chamoun, avait assisté impuissant au drame.
Un bateau-pilote est enfin parvenu à accoster le Champollion et à transborder hommes d’équipage et passagers. Tous les passagers et les corps ont été rapatriés en France.
Le bilan fut de dix-sept morts, noyés, tués contre les brisants ou asphyxiés dans le mazout.
La coque s'est finalement brisée, et l'épave a été vendue pour démolition à la société libanaise National Engineering and Trading Co.
Le commandant du navire, Henri Bourdes, reconnu non coupable, a été acquitté en juin 1953.

Un ex-voto marin, sous forme de maquette, a été suspendu au plafond de la Basilique Notre-Dame-de-la-Garde à Marseille peu après le naufrage, afin de remercier "la bonne mère".  
Un autre ex-voto a été posé en 2020 dans la chapelle Chapelle Notre-Dame-de-Bon-Secours de Dieppe par une rescapée du naufrage qui avait une vingtaine d’années lors du naufrage, pour remercier la Vierge de sa protection. 

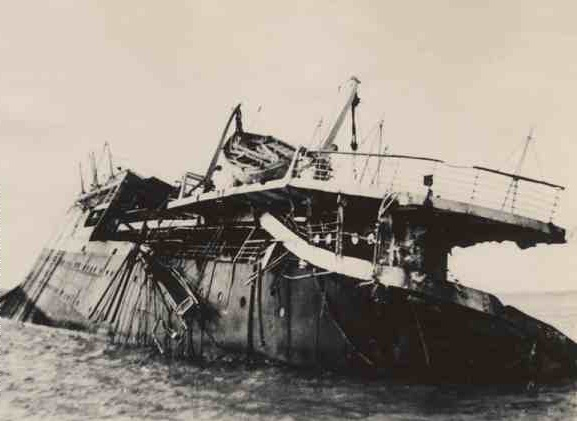
Le Champollion échoué

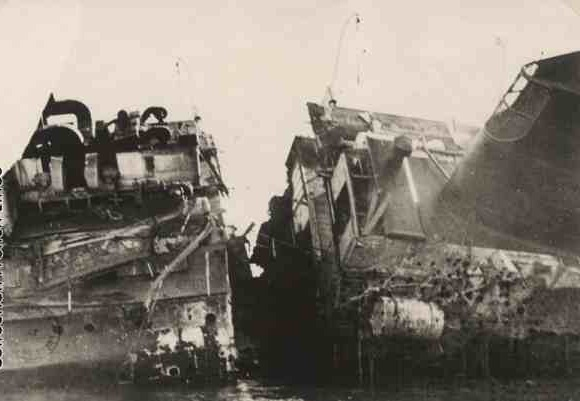
La coque brisée du Champollion